# سفارة تشيلي في كندا
سفارة تشيلي في كندا هي أرفع تمثيل دبلوماسي لدولة تشيلي لدى كندا. تقع السفارة في أوتاوا وهي تهدف لتعزيز المصالح التشيلية في كندا.

## وصلات خارجية
- قائمة سفارات تشيلي
- قائمة السفارات في كندا